# Tony Randall
Tony Randall, ursprungligen Aryeh (Arthur) Leonard Rosenberg, född 26 februari 1920 i Tulsa, Oklahoma, död 17 maj 2004 i New York, var en amerikansk skådespelare.
Randall framträdde på såväl scen som radio, tv och film, ofta i roller som ömsom glad ömsom melankolisk karaktär. Sin största framgång hade han med tv-serien Omaka par (1970–1975).

## Filmografi i urval
- 1957 – Åh, en så'n karl!
- 1959 – Jag hatar dej, älskling
- 1960 – Låt oss älska
- 1960 – Huckleberry Finns äventyr
- 1961 – En pyjamas för två
- 1964 – 5 äss i leken
- 1964 – Skicka inga blommor
- 1965 – Den mystiska blondinen
- 1970–1975 – Omaka par (TV-serie)
- 1972 – Allt du skulle vilja veta om sex, men varit för skraj att fråga om
- 1979 – Galen i stålar